# John Kerry
John Forbes Kerry, född 11 december 1943 i Aurora i Colorado, är en amerikansk politiker, som var USA:s utrikesminister från 2013 till 2017 i president Barack Obamas kabinett. 1983–1985 var han viceguvernör i Massachusetts och 1985–2013 var han ledamot av USA:s senat för Massachusetts. Vid presidentvalet i USA 2004 var han Demokraternas presidentkandidat.
John Kerry föddes på en militärbas i Aurora i Colorado eftersom hans far tjänstgjorde där som militär, men flyttade som liten med familjen till Massachusetts, där han växte upp. John valde liksom fadern den militära banan. Han är veteran från Vietnamkriget, där han bland annat förde befäl på en patrullbåt, vilket ledde till att han dekorerades för tapperhet i fält. Han tjänstgjorde fyra månader i Indokina innan han hemförlovades. Han växte upp i en kosmopolitisk miljö eftersom föräldrarna var diplomater, vilket gjorde att han tidigt kom i kontakt med politiken och redan under collegetiden var han inriktad på att en dag bli president.

## Presidentvalet 2004
I presidentvalet 2004 lyckades sittande presidenten George W. Bush besegra John Kerry och bli omvald till president. Kerry hade erhållit utmärkelser under Vietnamkriget men opinionsundersökningar visade att Bush lyckats övertyga folket om att Bushadministrationen var bättre rustad för att skydda landet mot ytterligare en terrorattack likt 11 september-attackerna. 
Bush vann elektorsrösterna i 31 av 50 stater och fick sammanlagt 286 elektorsröster. Valet hade fler valdeltagare än något annat val efter 1968, vilket gav Bush flest röster av alla presidentkandidater genom tiderna (62 040 610 röster). Rekordet har slagits flera gånger sedan dess. Bushs segermarginal bland folkets röster var den minsta hos någon sittande president sedan Harry S. Truman 1948. John Kerry vann i 19 delstater och District of Columbia, vilket gav honom 251 elektorsröster. En elektorsröst föll på Demokraternas vicepresidentkandidat John Edwards. Ingen annan kandidat fick någon elektorsröst. Anmärkningsvärda så kallade third party-kandidater inkluderar Ralph Nader (0,4 procent) och Michael Badnarik (0,3 procent). USA:s kongress diskuterade potentiellt valfusk, i bland annat Ohio. Förslaget om att vidta åtgärder mot valresultatet i Ohio blev dock kraftigt nedröstat i kongressen.
Fördelar John Kerry hade inför det amerikanska valet i november 2004:
- Bushadministrationens Irakpolitik var ifrågasatt.
- Kerry hade längre politisk erfarenhet än George W. Bush
- Kerry hade själv varit med i krig samt blivit belönad med medaljer för att ha räddat livet på flera soldater.
- Arbetslösheten i USA hade stigit något under Bush tid som president trots en då hygglig tillväxt.

Nackdelar som Kerry hade inför det amerikanska valet i november 2004:
- Kritiker menade att Kerry under sina år i USA:s senat inte lyckats åstadkomma särskilt mycket.
- Kerry hade ändrat åsikt i vissa politiska frågor vilket väljare kunde uppfatta som osäkert.
- Kerry var mer liberal i moraliska frågor än många väljare bland annat vad gäller aborter och hade därför den kristna högern emot sig.
- Kerry ansågs vara en rik Massachusetts liberal och inte särskilt folklig.

## Privatliv
Kerry gifte sig med Julia Thorne år 1970, och de har två döttrar tillsammans. Kerry och Thorne skilde sig 1988.
Kerry gifte sig med Teresa Heinz Kerry år 1995, som äger en stor del av livsmedelsföretaget Heinz.

## Utmärkelser
- Förbundsrepublikens förtjänstorden (Tyskland, 2016)[1]
- Hederslegionen (Frankrike, 2016)[2]